# Cleome stenophylla
Cleome stenophylla là một loài thực vật có hoa trong họ Màng màng. Loài này được Klotzsch ex Urb. mô tả khoa học đầu tiên năm 1905.